# Chaetonotus inaequidentatus
Chaetonotus inaequidentatus is een buikharige uit de familie Chaetonotidae. De wetenschappelijke naam van de soort werd in 1988 voor het eerst geldig gepubliceerd door Kisielewski. De soort wordt in het ondergeslacht Schizochaetonotus geplaatst.